# Одинокий волк встречает леди
«Одинокий волк встречает леди» (англ. The Lone Wolf Meets a Lady) — детективный фильм с элементами комедии режиссёра Сидни Селкоу, который вышел на экраны в 1940 году.
Это третий фильм из цикла о похитителе драгоценностей Майкле Лэнъярде, известном как Одинокий волк, который отошёл от преступной деятельности и стал детективом-любителем, раскрывающим самые сложные преступления, несмотря на подозрительность и недоверие к нему со стороны полиции. В этой картине молодая женщина Джоан Брэдли (Джин Мьюр) собирается выйти замуж за богатого наследника Боба Пеньона (Уоррен Халл). Мать жениха, миссис Пеньон (Джорджия Кейн) любезно передаёт своей будущей невестке бесценное ожерелье, но когда Джоан приезжает в свою квартиру, то неожиданно сталкивается там со своим мужем Питом Ренником (Роджер Прайор), которого считала умершим. Ренник отбирает у Джоан ожерелье, но через несколько минут его убивают. Подозрение падает на Джоан, и когда Майкл Лэнъярд (Уоррен Уильям) случайно знакомится с Джоан, он решает ей помочь и расследовать это дело. Как обычно, Майкл вынужден при этом опираться на помощь своего слуги Джеймисона (Эрик Блор) и противостоять инспектору полиции Крейну (Тёрстон Холл).
Это третий из девяти фильмов цикла об Одиноком волке 1939—1943 годов, в которых заглавную роль сыграл Уильям Уоррен. Роль Джеймисона, слуги Одинокого волка, впервые сыграл Эрик Блор, который впоследствии появится в этой роли ещё в семи фильмах.
Фильм получил высокую оценку критики как недорогое, но качественное развлечение с напряжённой интригой, хорошим юмором и отличной игрой Уильяма и других актёров.

## Сюжет
В богатом нью-йоркском доме молодая женщина Джоан Брэдли (Джин Мьюр) в присутствии близких и знакомых берёт в руки ценное ожерелье, уже почти 100 лет принадлежащее аристократической семье Пеньонов, которое она наденет сегодня вечером. Ожерельем восхищаются пожилая миссис Пеньон (Джорджия Кейн), которая выдаёт за Джоан своего сына, адвокат и управляющий делами семьи Питер Ван Вайк (Роберт Эмметт Кин), а также молодая красивая подруга семьи Роуз Уэйверли (Мария Шелтон). Надев ожерелье, Джоан благодарит своего любящего жениха Боба Пеньона (Уоррен Халл), который нежно берёт её за руки. Друг семьи Артур Трент (Уильям Форрест) выглядит озабоченным, уточняя у Ван Вайка, застраховано ли ожерелье. Вскоре Ван Вайк и миссис Пеньон уходят, чтобы подготовиться к вечернему торжеству, на котором предполагается объявить о помолвке Джоан и Боба. Боб убирает ожерелье в футляр, после чего отвозит Джоан к ней домой. Когда уезжает и Трент, Роуз остаётся в гостиной одна. Она звонит по телефону некому Клэю Бодину (Виктор Джори), сообщая, что Боб только что повёз Джоан домой, взяв ожерелье с собой. После чего она заявляет Бодину, что выполнила свою часть сделки и больше не желает его видеть. Сообщником Бодина оказывается Пит Ренник (Роджер Прайор), муж Джоан, который в своё время исчез и был признан мёртвым. Ренник говорит Бодину, что они могли бы шантажом вытянуть из Джоан намного больше денег, после того, как она выйдет замуж за богатого Боба, однако Бодин настаивает на том, что его интересует только ожерелье, которое он должен получить непременно этим вечером.
Бодин и Ренник наблюдают, как Боб провожает Джоан до подъезда её дома, обещая заехать за ней через час. Передав ей футляр с ожерельем, Боб уезжает. Когда Джоан открывает дверь в свою квартиру, к ней сзади подходит Ренник и, зажав ей рот, заталкивает внутрь. Она с ужасом видит своего мужа, который хватает футляр, а затем бьёт Джоан и запирает её в спальне. Когда в гостиной Ренник рассматривает ожерелье, некто входит в квартиру и убивает его из пистолета. Придя в себя, Джоан выходит в гостиную, где видит убитого Ренника и рядом с ним пустой футляр. В отчаянии Джоан выбегает из дома, и за этой сценой наблюдает Бодин. В этот момент по улице мчится дорогой автомобиль, на котором слуга Джеймисон (Эрик Блор) везёт своего хозяина, Майкла Лэнъярда (Уильям Уоррен) по прозвищу Одинокий волк, на курорт в Лейк-Плэсид. Ранее Майкл вместе с Джеймисоном составлял пару знаменитых похитителей драгоценностей, но затем он исправился и стал благородным джентльменом. Джеймисон чуть не сбивает Джоан, которая идёт по проезжей части. Когда Майкл выходит, чтобы помочь женщине, к ним подъезжает полицейский на мотоцикле Макманус (Брюс Беннетт), который за превышение скорости задерживает всех, включая Джоан, несмотря на попытки мужчин, объяснить, что Джоан здесь ни при чём. По указанию полицейского Майкл садится за руль и везёт в своей машине Джеймисона и Джоан, следуя за мотоциклом Макмануса. По дороге Джоан начинает говорить, что её наверняка уже разыскивают по обвинению в убийстве, хотя она ничего не сделала. Майкл решает помочь Джоан. Он сворачивает с дороги и скрывается от полицейского, а затем пересаживает всех в такси. По дороге Джоан рассказывает Майклу всю историю, говоря, что когда увидела, что Пит убит, а ожерелье пропало, она испугалась и убежала.
Майкл привозит Джоан обратно в её квартиру, где осматривает тело Ренника, обнаруживая два огнестрельных ранения, при этом Ренник ни разу не выстрелил. Джеймисон находит в кармане у Ренника бирку из химчистки, на которой написано: «Н. Паппаконтоус, 930 Арч стрит». Майкл говорит Джоан, чтобы в дальнейшем она придерживалась следующей версии событий — зайдя в квартиру, она перед сборами на вечернее торжество пошла принять ванну. Когда раздались два выстрела, она выбежала в гостиную, где увидела тело. От испуга она потеряла сознание, и больше ничего не помнит. Пита Ренника она тоже не знает. Когда она, наконец, пришла в себя, то немедленно позвонила в полицию. Затем, попросив ни в коем случае не упоминать его имени, Майкл вместе с Джеймисоном уходит, а Джоан звонит в полицию. Уходящих мужчин видит Бодин, который продолжает следить за квартирой.
Прибывшим детективам — инспектору Крейну (Тёрстон Холл) и его помощнику Диккенсу (Фред Келси) — Джоан в присутствии приехавшего Боба рассказывает версию Майкла. Инспектора удовлетворяют её объяснения, и он разрешает Бобу забрать Джоан на торжество. Криминалист Джексон (Ричард Фиск) устанавливает, что замок не был взломан, после чего Крейн просит Джоан задержаться, и спрашивает, одна ли она пришла в квартиру и где её ключ. Она утверждает, что в доме никого не было, когда она пришла. После того, как в кармане убитого находят ключ от квартиры Джоан, Крейн решает забрать её в участок для более подробного допроса, и она уходит в свою комнату, чтобы переодеться. По просьбе Крейна Боб рассказывает, что познакомился с Джоан два года назад, когда она устроилась в качестве секретаря к его матери. В этот момент Джоан запирает дверь в спальную. Когда полицейские вышибают её, то видят, что окно распахнуто, а Джоан нет. Диккенс организует преследование, но Крейн просит его остановиться, говоря, что полицейские проследят за ней.
Когда Майкл и Джеймисон заходят в свою квартиру, неожиданно у них появляется Бодин, который знает Майкла по старым делам. Он заявляет, что видел сегодня Майкла в квартире Джоан, когда выслеживал ожерелье. Решив, что Майкл похитил ожерелье вместе с Джоан, Бодин хочет получить половину его стоимости. Он также поясняет, что Ренник работал на него, и потому ему не было смысла его убивать. Когда на пороге неожиданно появляется приехавшая Джоан, Джеймисон направляет на Бодина револьвер и вместе с Майклом запирает его спальне. Затем Майкл достаёт из музыкального проигрывателя пластинку, на которой он сделал запись слов Бодина о том, что тот охотится за ожерельем. Джоан рассказывает, что полиция нашла её ключ в кармане Ренника, предполагая, что он забрал его, когда толкнул её в комнату. Когда раздаётся звонок в дверь, Майкл прячет Джоан в барный шкаф. Заходят Крейн и Диккенс, заявляя, что проследили за Джоан до этого дома, и сейчас полиция обыскивает его. Когда полицейские заходят в спальню, Джеймисон делает вид, что чистит пальто Бодину, а Майкл представляет его инспектору как своего знакомого, который приехал к больному брату. Так и не обнаружив Джоан, детективы уходят, и Майкл просит их подвезти Бодина до больницы. Крейн на прощанье заявляет Майклу, что подозревает его в краже ожерелья. После ухода инспектора Майкл выпускает Джоан из укрытия. Он говорит, что Бодин не может быть убийцей, так как убийцей является тот, кто завладел ожерельем, а у Бодина его нет.
После этого Майкл разрабатывает план, как найти ожерелье. Обманув полицию, они встречаются в мастерской у Ника Лутце (Джордж Маккей), старого знакомого Майкла, ювелира и торговца краденными драгоценностями. Майкл просит Ника сообщить ему как можно скорее, если очень дорогое ожерелье появится на подпольном рынке, а Джоан даёт детальное описание ожерелья. Затем Майкл снова привозит Джоан в свою квартиру, где Джеймисон сообщает им, что Бодин звонил уже дважды и настаивает на встрече. Джоан задаётся вопросом, откуда Бодин и Ренник вообще узнали, что ожерелье было у неё с собой, когда Боб повёз её домой. Майкл напоминает, что когда сегодня она впервые увидела ожерелье, при этом присутствовало шесть человек. Майкл просит дать ему имена и телефоны всех этих людей, так как один из них дал наводку Бодину. Майкл сначала звонит Бобу, который уже видел Крейна, и отправляет его в участок, чтобы он невольно не разоблачил его, а затем от имени инспектора приглашает всех остальных людей из списка в дом Пеньонов.
Когда все собираются по указанному адресу, Майкл, выдавая себя за Крейна, заявляет, что кое-кто из присутствующих знал о том, что Боб увёз ожерелье с собой, и кто-то предупредили об этом преступников. Довольно быстро он понимает, что это была Роуз. Оставшись с ней наедине, Майкл добивается от неё признания, что когда она возвращалась на корабле из Европы, то проиграла крупную сумму, которую не смогла заплатить. Майкл говорит, что Бодин как раз специализируется на обмане таких девушек, как она. Он обещает, что не будет её арестовывать, однако просит никому не рассказывать об их разговоре. В этот момент появляются Крейн с Диккенсом и Бобом, и Майкл вынужден срочно бежать. Поняв со слов Крейна, что Джоан прячется у Майкла, Боб звонит ему на квартиру, где слышит в трубку голос своей невесты.
Сразу после этого Бодин приходит к Майклу домой, и, угрожая Джеймисону пистолетом, ищет Майкла, в итоге же находит спрятавшуюся Джоан. Взяв газету, Бодин просит Джоан назвать имена тех, кто изображён на фотографии, которая была сделана в момент демонстрации ожерелья. Когда затем Бодин запирает Джоан и Джеймисона в ванной комнате, она догадывается, что Бодин собирается позвонить кому-то, кого увидел на фотографии. Действительно, Бодин звонит человеку, которого видел выходящим из квартиры Джоан сразу после убийства Ренника, и требует отдать ему ожерелье, которое тот забрал. Дав собеседнику 15 минут, чтобы приехать на его квартиру, Бодин уходит. На лестничной клетке он видит, как в квартиру заходят Майкл и Боб. Они сразу же выпускают Джоан и Джеймисона из ванной. Затем Майкл отвечает на телефонный звонок от Ника, который сообщает, что ожерелье, о котором идёт речь, было распилено и продано по частям год назад. Те, кто продавал ожерелье, тщательно скрывали свои имена, и даже торговец их не знал. Джеймисон говорит, что успел включить проигрыватель и записал разговор Бодина по телефону, однако запись обрывается на словах, когда Бодин называет свой адрес.
Не имея других наводок, Джеймисон предлагает отправиться по адресу, указанному на бирке химчистки, найденной в кармане Ренника. Выдав себя за инспектора Крейна, Майкл получает от владельца химчистки Папаконтоса (Луис Алберни) адрес Ренника, который был его клиентом. После ухода Майкла Папаконтос вспоминает о паре брюк, которые сдал в чистку Ренник, и звонит в участок, чтобы сообщить об этом Крейну. Настоящий Крейн понимает, что Майкл действует, прикрываясь его именем, и немедленно выезжает по адресу Ренника. В квартире Ренника Майкл и Боб обнаруживают тело убитого Бодина. Когда Боб открывает окно, Майкл замечает, что в квартире Джоан подоконник был таким же мокрым, хотя она утверждала, что окно было закрыто весь вечер. После этого Майкл заявляет Бобу, что понял, кто убийца и закроет дело до утра. В этот момент появляется Крейн с полицейскими, заявляя, что дело закрыто прямо сейчас. Осмотрев тело убитого, инспектор говорит, что пулевое отверстие находится прямо под сердцем, а на одежде заметны следы пороха. Вскоре приходит полицейский Макманус, который говорит, что задерживал Майкла с Джоан в тот момент, когда она якобы принимала ванну. Крейн заключает, что Майкл совершил убийство, чтобы прикрыть Джоан. Майкл в ответ утверждает, что Бодин знал, кто убил Ренника, и он сам пригласил к себе убийцу. И запись на пластинке, по словам Майкла, докажет его непричастность к убийству Бодина. Однако Крейн не верит ему и приказывает Диккенсу надеть на Майкла наручники. В этот момент Боб достаёт пистолет, который Майкл передал ему перед входом в квартиру, и направляет его на полицейских.
Затем Майкл звонит Джоан с просьбой, чтобы она навестила каждого, кто был в доме в тот вечер, сообщив им, что Майкл раскрыл дело и знает, что ожерелье находится на дне реки прямо под её квартирой. Более того, Майкл уже нанял водолаза, который сегодня вечером достанет из реки ожерелье. После этого Майкл приковывает к себе наручником Крейна и везёт его к тому месту под окнами Джоан, где будет работать водолаз. Связав Крейна, Майкл прячет его в палатке у воды, чтобы тот всё видел и слышал. Инспектор заявляет, что у Майкла нет шансов быстро найти на дне ожерелье, однако Майкл отвечает, что его цель заключается не в этом, а в том, чтобы выманить убийцу. Вскоре напротив окон Джоан останавливается такси, из которого выходит Ван Вайк. Затем подъезжает Трент, и в этот момент водолаз подаёт сигнал, что что-то нашёл. Когда водолаз уже появляется на поверхности, подъезжает миссис Пеньон.
Подойдя к водолазу, Майкл смотрит в его карман и говорит: «Хорошая работа». Майкл берёт у него и прячет что-то в руке, не показывая остальным, говоря, что это ожерелье, только со стразами вместо бриллиантов. Майкл заявляет, что Ван Вайк похитил и продал ожерелье по частям год назад, а в футляр положил искусную подделку. Когда миссис Пеньон обращается к Ван Вайку за разъяснениями, тот достаёт пистолет. Майкл обвиняет Ван Вайка в том, что из этого пистолета этим вечером он уже убил двух человек. Майкл рассказывает, как всё происходило: Ван Вайк зашёл в квартиру Джоан, чтобы заполучить это ожерелье до того, как кто-либо узнал, что оно со стразами. Однако Ренник оказался там раньше. Когда он увидел Ван Вайка, то сделал ошибку, потянувшись за своим пистолетом, и Ван Вайк застрелил его, а затем выбросил поддельное ожерелье в реку, оставив мокрый след на окне.
Угрожая жизнью Джоан, которую якобы взял в заложники, Ван Вайк требует дать ему возможность скрыться. Майкл утверждает, что она с Джеймисоном прячется неподалёку. Когда на зов Майкла Джеймисон не отвечает, Ван Вайк, уверенный в том, что местонахождение Джоан ему не известно, решает бежать. Когда Ван Вайк поднимается на набережную, Майкл заходит в кабинку к Крейну, который всё слышал, и развязывает его. По набережной только что подъехал Диккенс, в которого Ван Вайк стреляет, однако ответным выстрелом Диккенс слегка ранит его. Все набрасываются на Ван Вайка с вопросом, где Джоан. В этот момент из темноты на лодке выплывают Джеймисон и Джоан. После этого миссис Пеньон требует, чтобы Джоан и Боб поженились немедленно. Майкл говорит Ван Вайку, что прежде чем вводить в дело Джоан, позаботился о её безопасности. Затем, обращаясь к Крейну, Майкл говорит, что не находил в реке никакого ожерелья. Когда Майкл с Джеймисоном уже собираются уезжать в Лейк-Плэсид, к ним подходит полицейский Макманус и задерживает их за бегство во время ареста. Он выписывает штраф, который Джеймисон демонстративно рвёт.

## В ролях
- Уильям Уоррен — Майкл Лэнъярд, он же Одинокий волк
- Джин Мьюр — Джоан Брэдли
- Эрик Блор — Джеймисон
- Виктор Джори — Клэй Бодин
- Роджер Прайор — Питер Ренник
- Уоррен Халл — Боб Пеньон
- Тёрстон Холл — инспектор М. Джей Крейн
- Фред Келси — детектив Диккенс
- Роберт Эмметт Кин — Питер Ван Вайк
- Джорджия Кейн — миссис Пеньон
- Уильям Форрест — Артур Трент
- Мария Шелтон — Роуз Уэйверли
- Брюс Беннетт — Макманус, полицейский на мотоцикле

## Создатели фильма и исполнители главных ролей
Сидни Сэлкоу работал в качестве кинорежиссёра с 1936 по 1965 год, поставив за этот период 55 фильмов. К числу наиболее заметных картин режиссёра относятся фильм нуар «Секреты Чикаго» (1957), фильм ужасов «Три страшных рассказа» (1963), вестерн «Быстрый стрелок» (1964) и фантастическая драма «Последний человек на Земле» (1964). В период с 1939 по 1941 год Сэлкоу поставил четыре фильма об Одиноком волке, и этот фильм был вторым из них. Во всех четырёх фильмах сыграли Уоррен Уильям и Эрик Блор.
Как пишет историк кино Маргарита Ландазури, Уоррен Уильям в образе Майкла Лэнъярда «не впервые сыграл роль сыщика — он был первым экранным Перри Мейсоном, сыграв адвоката, раскрывающего преступления в четырех фильмах 1934—1936 годов, которые были поставлены по романам Эрла Стэнли Гарднера». Кроме того, Уоррен «сменил Уильяма Пауэлла в роли Фило Вэнса, сыграв щеголеватого детектива в двух фильмах» 1934 и 1939 годов. По словам Ландазури, «высокий, с аристократической внешностью, прекрасным голосом и театральным прошлым, Уильям был одним из самых востребованных исполнителей главных ролей в Голливуде в начале 1930-х годов». По контракту с Warner Bros, ещё до вступления в силу Производственного кодекса, «он играл хищных парней, аморальных соблазнителей и адвокатов-мошенников». Время от времени Уильям играл главные роли в заметных фильмах на других студиях, в частности, он дважды сыграл в паре с Клодетт Кольбер в фильмах «Имитация жизни» (1934) и «Клеопатра» (1934), где был Юлием Цезарем. После вступления в силу Производственного кодекса, актёрские приёмы Уильяма вышли из моды, и в 1936 году он покинул Warner Bros. Хотя Уильям стал работать реже, но продолжал получать роли, вплоть до своей смерти от рака в 1948 году.
Джин Мьюр, которая играет в этом фильме роль «леди», также была контрактной актрисой Warner Bros. Она была подписана студией в 1933 году, после триумфа на Бродвее, но так и не получила прорывной роли, хотя время от времени появлялась в престижных фильмах, таких как «Сон в летнюю ночь» (1935). Вместе с Уорреном она сыграла в фильмах «Врачебный такт» (1934) и «Доктор Моника» (1934). Она постоянно играла на протяжении 1930-х годов и хорошо показала себя в этом фильме, однако, после роли в фильме «Верная нимфа» (1943), который стал её последним появлением на большом экране, она вернулась на Бродвей для участия в единственной постановке, имевшей скромный успех. Затем она снова переехала в Голливуд, где сосредоточилась на семье и воспитании детей.
В 1949 году Мьир начала карьеру на телевидении, однако в 1950 году была внесена в чёрный список как подозреваемая в сотрудничестве с коммунистами (хотя она это всегда отрицала) и в течение семи лет вообще не снималась. Она пристрастилась к алкоголю, потеряла мужа, ей поставили диагноз цирроз печени. Когда врачи дали ей шесть месяцев жизни, Мьир взяла себя в руки. Она бросила пить, вернулась к актёрскому мастерству и в конце концов стала преподавателем драмы в Стивенс-колледже в городе Колумбия, Миссури, где проработала восемь лет. Она умерла в 1996 году в доме престарелых в возрасте 85 лет.

## История создания фильма
Как пишет Ландазури, персонаж «Майкл Лэнъярд был изобретением Луиса Джозефа Вэнса (англ.  Louis Joseph Vance), который написал первый из восьми романов об Одиноком волке в 1914 году». Кинокомпания Columbia Pictures купила права на экранизацию книг Вэнса, и, начиная с 1917 года, сняла все фильмы об Одиноком волке. Как отмечает киновед, «в ранних фильмах Лэнъярд оставался на неправильной стороне закона, но, тем не менее, был очаровательным мошенником». Только в 1939 году, когда обходительный Уоррен Уильям взял на себя роль в фильме «Одинокий волк: Шпионская охота», персонаж стал исправившимся вором. Уильям в итоге стал актёром, «в наибольшей степени отождествляемым с Одиноким волком».
Начиная с 1917 года, это четырнадцатый фильм об Одиноком волке. В 1939—1943 годах вышло девять фильмов цикла с Уильямом Уорреном в заглавной роли, и это его третий фильм.
Согласно материалам Администрации Производственного кодекса, в феврале 1940 года Администрация проинформировала студию Columbia, что необходимо внести некоторые изменения в сценарий, прежде чем фильм получит прокатную лицензию. Администрация, в частности, выдвинула следующие требования: «диктор радио никоим образом не должен характеризоваться как слабоумный»; употребление алкоголя в фильме должно быть «сведено к абсолютному минимуму»; икота должна быть удалена; «история о том, как Пит бил Джоан по лицу и надевал на неё наручники» должна быть удалена. Также были выдвинуты требования, чтобы фильм не «раскрывал подробности преступления» и что «не должно быть демонстрации трусиков или другой особенно интимной одежды».
Фильм находился в производстве с 15 марта по 6 апреля 1940 года и вышел на экраны 30 мая 1940 года, хотя в Нью-Йорк фильм попал только 16 июня.
В 1943 году в фильме «Паспорт на Суэц» (1943) Уильям в последний раз сыграл роль Одинокого волка. Затем в трёх фильмах 1946—1947 годов Одинокого волка сыграл Джеральд Мор, во всех трёх — с Эриком Блором в роли Джеймисона. Мор также играл Лэнъярда на радио, а Луис Хейуорд играл его на телевидении.

## Оценка фильма критикой
Газета «Нью-Йорк Таймс» в рецензии от 17 июня 1940 года так отозвалась о фильме: «Никогда не воспринимая себя слишком серьезно, последняя эскапада Одинокого волка является лучшим, чем обычно, примером детективного триллера».
По мнению современного историка кино Ханса Воллстейна, это «восхитительный детективный фильм». Как полагает Воллстейн, «довольно сложные детективы из серии об Одиноком волке заслуживают нового признания. Эти комедийные триллеры легки и веселы, а этот фильм считается одним из лучших в цикле». Как далее пишет критик, «Уоррен Уильям замечательно владеет текстом, и его великолепно поддерживает необычный состав актёров второго плана, возглавляемый самым хитрым из джентльменов, Эриком Блором». Подводя итог, Воллстейн пишет, что «как и многие другие несправедливо забытые фильмы категории В, этот лёгкий, недорогой фильм от Columbia Pictures остаётся более свежим и интересным, чем многие весомые так называемые „классические“ фильмы».
Как пишет Алиперти, этот фильм «даёт Эрику Блору его первый шанс по-настоящему заблистать в роли дворецкого Джеймисона». По мнению критика, этот фильм «служит хорошим барометром того, как вы будете относиться к сериалу в целом». Здесь получают развитие персонажи Джеймисона и детектива Диккенса, а отношения Майкла с Джеймисоном и инспектора Крейна с Диккенсом «превратились в забавные партнерские отношения, которые так много делают для того, чтобы сериал доставлял удовольствие».